# Hexatoma politovertex
Hexatoma politovertex är en tvåvingeart som beskrevs av Alexander 1950. Hexatoma politovertex ingår i släktet Hexatoma och familjen småharkrankar. Inga underarter finns listade i Catalogue of Life.